# Давуди, Али
Али Давуди (перс. علی داوودی‎; род. 22 марта 1999, Тегеран) — иранский тяжелоатлет, выступающий в весовой категории свыше 109 килограммов. Серебряный призёр Олимпийских игр, серебряный призёр чемпионата мира 2024 года.

## Биография
Али Давуди родился 22 марта 1999 года. Живёт в Тегеране.
Начал заниматься тяжёлой атлетикой вслед за своим братом. По словам Али, его семья была знакома с тяжёлой атлетикой и это во многом помогло сделать первые шаги.

## Карьера
В 2016 году принял участие на чемпионате мира среди молодёжи в категории свыше 94 килограммов и занял первое место с результатом 375 кг. В том же году выиграл молодёжный чемпионат Азии, подняв в сумме 366 кг.
На чемпионате мира среди юниоров 2017 года после удачной попытки на 187 кг в рывке не смог поднять ни одного веса в толчке.
На чемпионате мира среди юниоров 2018 года завоевал золото в весовой категории свыше 105 килограммов, подняв 192 кг и 227 кг в рывке и толчке, соответственно. На взрослом чемпионате мира в Ашхабаде выступил в новой весовой категории свыше 109 кг и стал седьмым с результатом 424 кг в сумме.
На юниорском чемпионате мира в июне 2019 года стал вторым, подняв 418 кг. На взрослом чемпионате мира в Паттайе поднял на два килограмма больше (190 + 230) и стал девятым.
В 2020 году выиграл Кубок Фаджра с результатом 441 кг. Затем стал чемпионом Азии, подняв в рывке 196 кг, а в толчке 239 кг.
На Олимпийских играх в Токио, перенесённых на 2021 год из-за пандемии коронавируса, выступил в весовой категории свыше 109 и завоевал серебряную медаль, уступив 47 килограммов мировому рекордсмену Лаше Талахадзе из Грузии. В рывке иранец поднял 200 кг, а толчке 241 кг.
В Саудовской Аравии, где состоялся Чемпионат мира по тяжёлой атлетике 2023 года, иранский спортсмен в категории свыше 109 кг стал четвёртым с результатом 452 кг по сумме двух упражнений. Малая бронзовая медаль в толчке досталась ему.
В декабре 2024 года в Манаме, на чемпионате мира, Али выступил в весовой категории свыше 109 кг, где смог завоевать серебряную медаль с результатом 459 кг (в рывке — 206 кг). В упражнении толчок завоевал малую серебряную медаль (253 кг).